# Okno radiowe
Okno radiowe – określenie używane w radioastronomii i oznaczające pewne długości fal radiowych, które przepuszcza ziemska atmosfera. Obiekty astronomiczne emitujące promieniowanie w takich zakresach, mogą być obserwowane za pomocą zainstalowanych na powierzchni Ziemi radioteleskopów.

Przepuszczalność atmosfery dla różnego rodzaju promieniowania elektromagnetycznego